# آستین پی. مک‌کنزی
آستین پی. مک‌کنزی (انگلیسی: Austin P. McKenzie؛ زادهٔ august ۲۴, ۱۹۹۳ (۳۱ سال)) بازیگر تئاتر، و بازیگر تلویزیون اهل ایالات متحده آمریکا است. وی از سال ۲۰۱۴ میلادی تاکنون مشغول فعالیت بوده‌است.
از فیلم‌ها یا برنامه‌های تلویزیونی که وی در آن نقش داشته‌است می‌توان به هنگامی که ما برمی‌خیزیم اشاره کرد.

## زندگی شخصی
مک‌کنزی همجنسگرا است. او با کوین مک‌هیل در رابطه است.